# Tomás Cuellar
Tomás Rodolfo Cuellar (Córdoba, Argentina, 20 de febrero de 1942 - Córdoba, Argentina, 23 de mayo de 2007) fue un futbolista argentino que jugó como defensa.

## Trayectoria
Cuellar inició su carrera como futbolista en 9 de Julio de Córdoba hasta el año 1959, para luego pasar al Belgrano desde 1960 hasta 1975 y tuvo un breve paso a préstamo con el Racing de Nueva Italia en 1967.
Disputó un total de 324 partidos y obtuvo trece campeonatos de liga local, compartiendo equipos, con figuras como Juan Mameli, Froilán Altamirano, Antonio Syeyyguil, José Reinaldi, Bernardo Cos y Juan Heredia.
Enfrentó su último juego oficial el 31 de agosto de 1975, correspondiente a la liga cordobesa en el que enfrentó a Huracán, del barrio La France.
Fue técnico de Estudiantes para las temporadas 1981-82, así como la de 1987. Ganó el campeonato de la Liga 1982. 
Falleció el 23 de mayo de 2007, a causa de un cáncer de páncreas, enfermedad la cual le venía afectando meses atrás. Sus restos fueron cremados en el cementerio Los Álamos.

## Palmarés

### Como jugador
| Torneos Locales              | Torneos Locales | Torneos Locales                    |
| Torneo                       | Club            | Año                                |
| ---------------------------- | --------------- | ---------------------------------- |
| Liga Cordobesa de Fútbol     | Belgrano        | 1970, 1971, 1973                   |
| Campeonato Clasificación LCF | Belgrano        | 1968, 1970, 1971, 1972, 1973, 1974 |
| Campeonato Clausura LCF      | Belgrano        | 1966                               |
| Campeonato Selectivo         | Belgrano        | 1973, 1975                         |

### Como entrenador
| Torneos Nacionales     | Torneos Nacionales | Torneos Nacionales |
| Torneo                 | Club               | Año                |
| ---------------------- | ------------------ | ------------------ |
| Campeonato Regional 86 | Belgrano           | 1986               |